# برشنک
برشنک (Pennisetum Spp) یکی از انواع ارزن است که برای چرا و سیلو مورد استفاده قرار می‌گیرد . این نباتات برای رشد و نمو و تولید محصول رضایت بخش احتیاج به خاک‌های غنی و حاصلخیز دارد . در شرایط مناسب علوفه سبز فراوانی تولید می‌کند و در یک فصل می‌توان از آن چندین علوفه برداشت نمود . این گیاه دارای اکوتیپ‌های زیادی بوده و در مناطق گرمسیری فارس و خوزستان وهرمزگان به‌طور طبیعی می‌روید و در اراضی پرشیب و سنگلاخی برای جلوگیری از فرسایش خاک کشت می‌شود . برشنک علاوه بر این که مورد استفاده بز و سایر دام‌ها می‌توان قرار گیرد یکی از روئیدنی‌های مورد استفاده شتر می‌باشد .